# Egon Hilbert
Pour les articles homonymes, voir Hilbert (homonymie).
Egon Hilbert (19 mai 1889 – 18 janvier 1968) est un chef d'orchestre et directeur d'opéra autrichien.

## Biographie
Egon Hilbert est né en Autriche, à Vienne. En 1938, il est arrêté par les Nazis et interné au camp de concentration de Dachau. 

## Récompenses
- Officier de l'Académie française
- Goldene Ehrenmedaille der Stadt Wien